# 東山田駅
東山田駅（ひがしやまたえき）は、神奈川県横浜市都筑区東山田町にある、横浜市営地下鉄グリーンラインの駅である。駅番号はG07。
ステーションカラーは駅周辺の畑や果樹園等の豊かな自然・大地をイメージしてちゃいろ（黄櫨染（こうろぜん））   。

## 概要
都筑区・港北ニュータウンの北東部に位置し、神奈川県道102号荏田綱島線（都市計画道路日吉元石川線）に面した場所に設置されている。
駅のデザインテーマは「はぐくみのひろば」で、透明感のあるガラスカーテンウォールのファサードには、周囲の丘の緑豊かな樹木を映しこんだようなイメージの白い柱材でガラスを取り囲み、親しみや誇りをはぐくむ駅を目指して設計された。また省エネルギーに配慮し、屋根にはソーラパネルを設置されている。

## 歴史
- 2008年（平成20年）3月30日 - 横浜市営地下鉄グリーンラインの中山駅 - 日吉駅間の開通と同時に開業。
- 2012年（平成24年）5月1日 - docomo Wi-Fiによる、無線LANサービス開始。

### 駅名の由来
地名から採られた。古来は都筑郡山田村で、1889年に中川村が合併成立した際、大字山田が設けられたが、小字は同時に整理統合されて東部に字東が設けられた。1939年、横浜市編入の際に大字山田字東の箇所に東山田町が設けられ、現在に至る。

## 駅構造
島式ホーム1面2線を有する地下駅。改札は地上にある。

### のりば
| 番線 | 路線           | 行先     |
| ---- | -------------- | -------- |
| 1    | グリーンライン | 中山方面 |
| 2    | グリーンライン | 日吉方面 |

- 上表の路線名は旅客案内上の名称（愛称）で記載している。

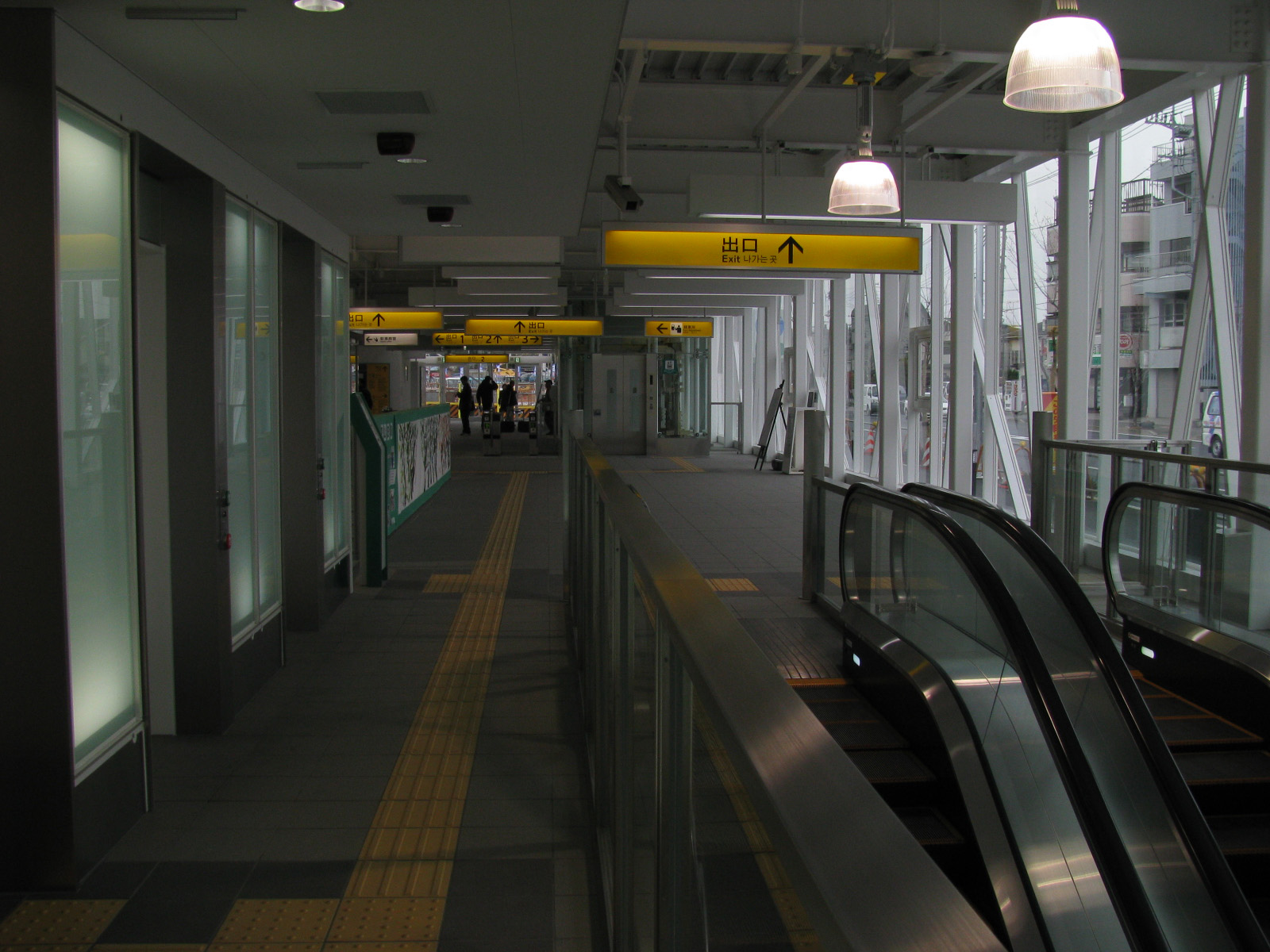
改札付近1
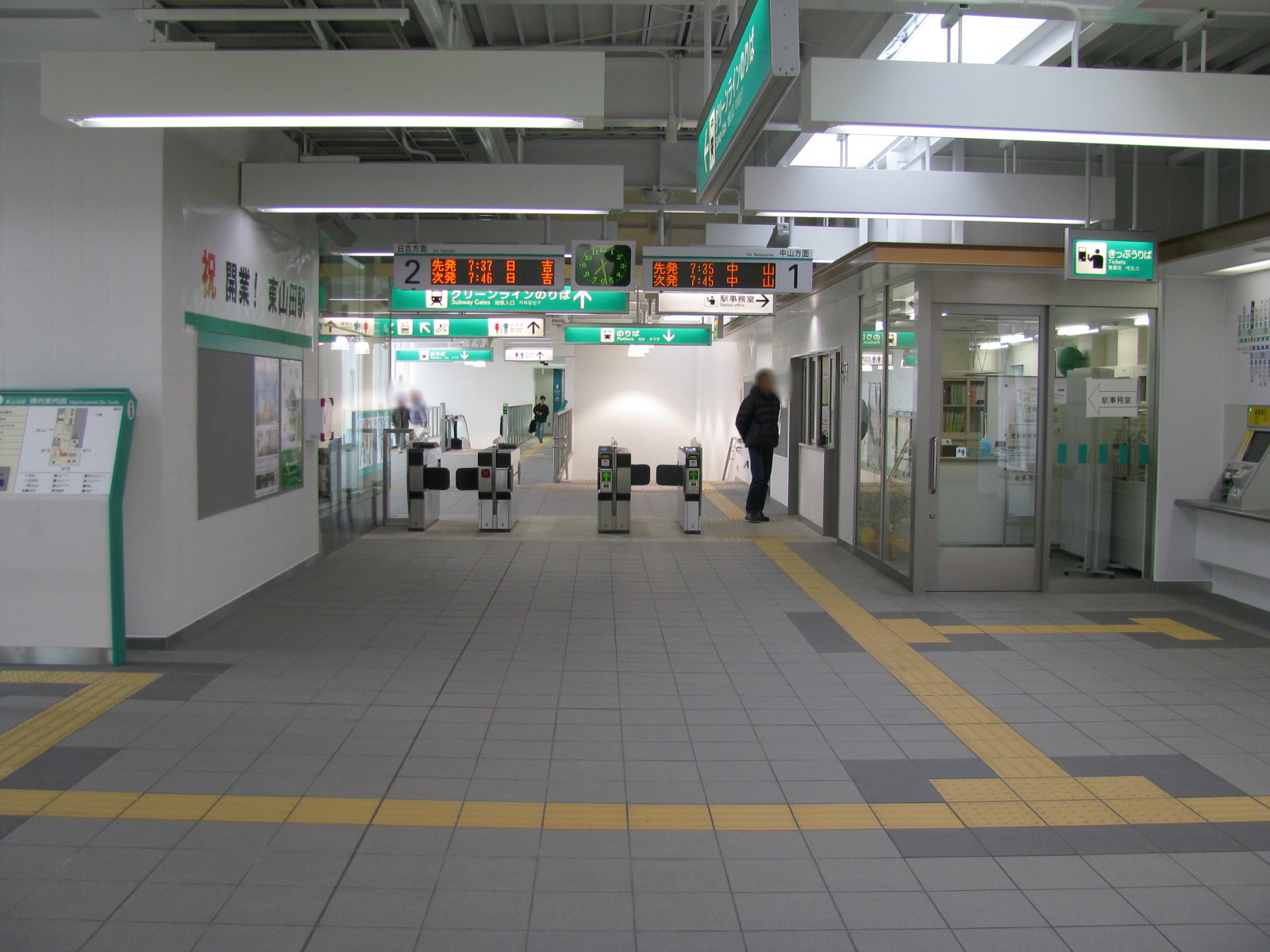
改札付近2
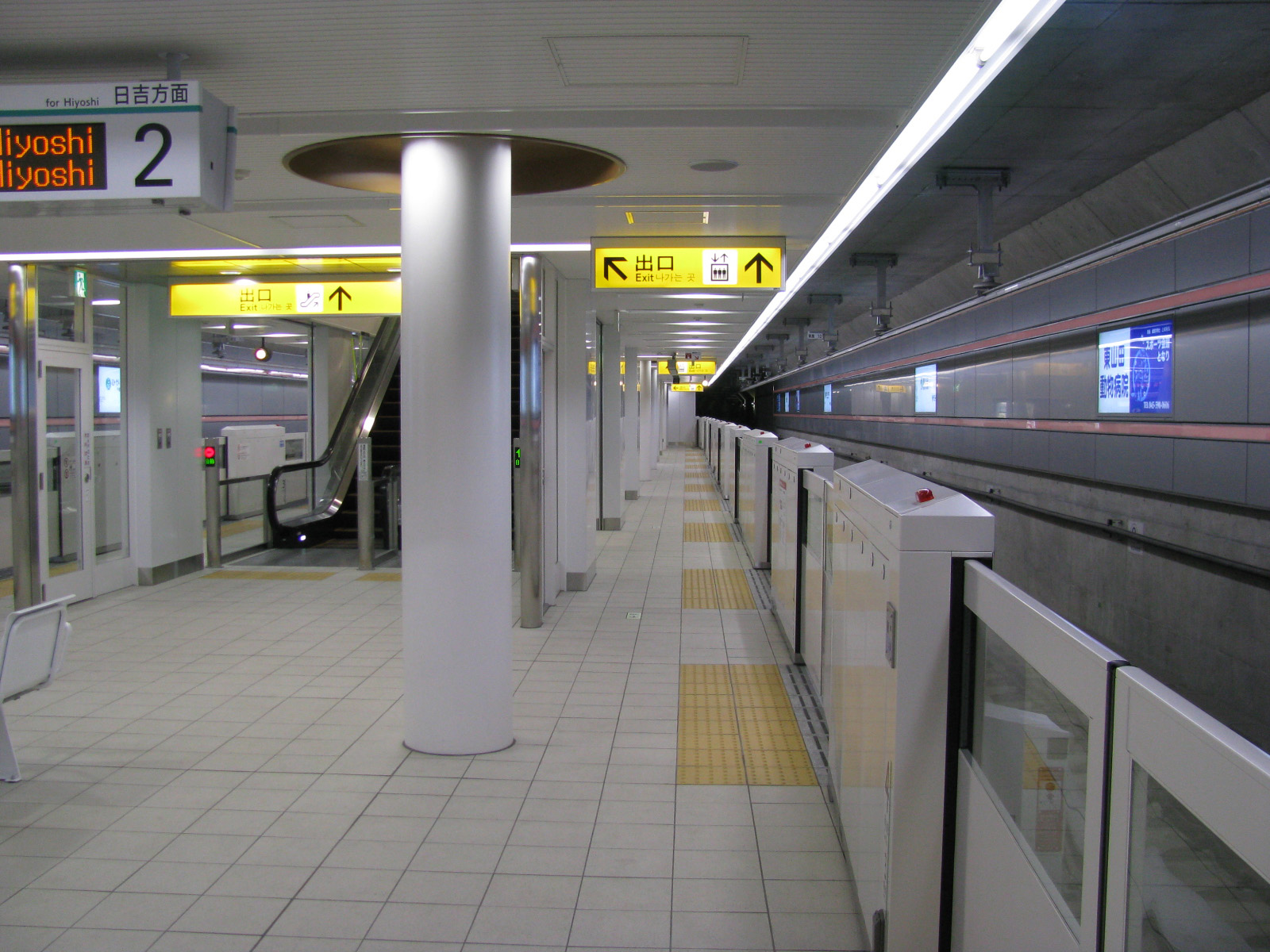
ホーム

## 利用状況
2023年度の1日平均乗降人員は9,972人（乗車人員：5,034人、降車人員：4,938人）である。同線の中では川和町駅に次いで2番目に少ない。
開業以来の1日平均乗降・乗車人員の推移は下記の通り。
| 年度               | 1日平均 乗降人員 | 1日平均 乗車人員 | 出典     |
| ------------------ | ---------------- | ---------------- | -------- |
| 2007年（平成19年） |                  | 10,608           | [ * 1 ]  |
| 2008年（平成20年） | 5,568            | 2,857            | [ * 2 ]  |
| 2009年（平成21年） | 6,617            | 3,391            | [ * 3 ]  |
| 2010年（平成22年） | 7,466            | 3,817            | [ * 4 ]  |
| 2011年（平成23年） | 7,723            | 3,942            | [ * 5 ]  |
| 2012年（平成24年） | 8,339            | 4,245            | [ * 6 ]  |
| 2013年（平成25年） | 9,197            | 4,674            | [ * 7 ]  |
| 2014年（平成26年） | 9,368            | 4,752            | [ * 8 ]  |
| 2015年（平成27年） | 9,765            | 4,953            | [ * 9 ]  |
| 2016年（平成28年） | 10,298           | 5,218            | [ * 10 ] |
| 2017年（平成29年） | 10,542           | 5,330            | [ * 11 ] |
| 2018年（平成30年） | 10,875           | 5,497            | [ * 12 ] |
| 2019年（令和元年） | 10,485           | 5,286            | [ * 13 ] |
| 2020年（令和02年） | 7,828            | 3,956            |          |
| 2021年（令和03年） | 8,500            | 4,294            |          |
| 2022年（令和04年） | 9,256            | 4,674            |          |
| 2023年（令和05年） | 9,972            | 5,034            |          |

## 駅周辺
- 第三京浜道路都筑インターチェンジ
- 神奈川県道102号荏田綱島線
- 中原街道
- 東急バス東山田営業所
- 東山田スポーツ会館
- 山田神社
- のちめ不動尊

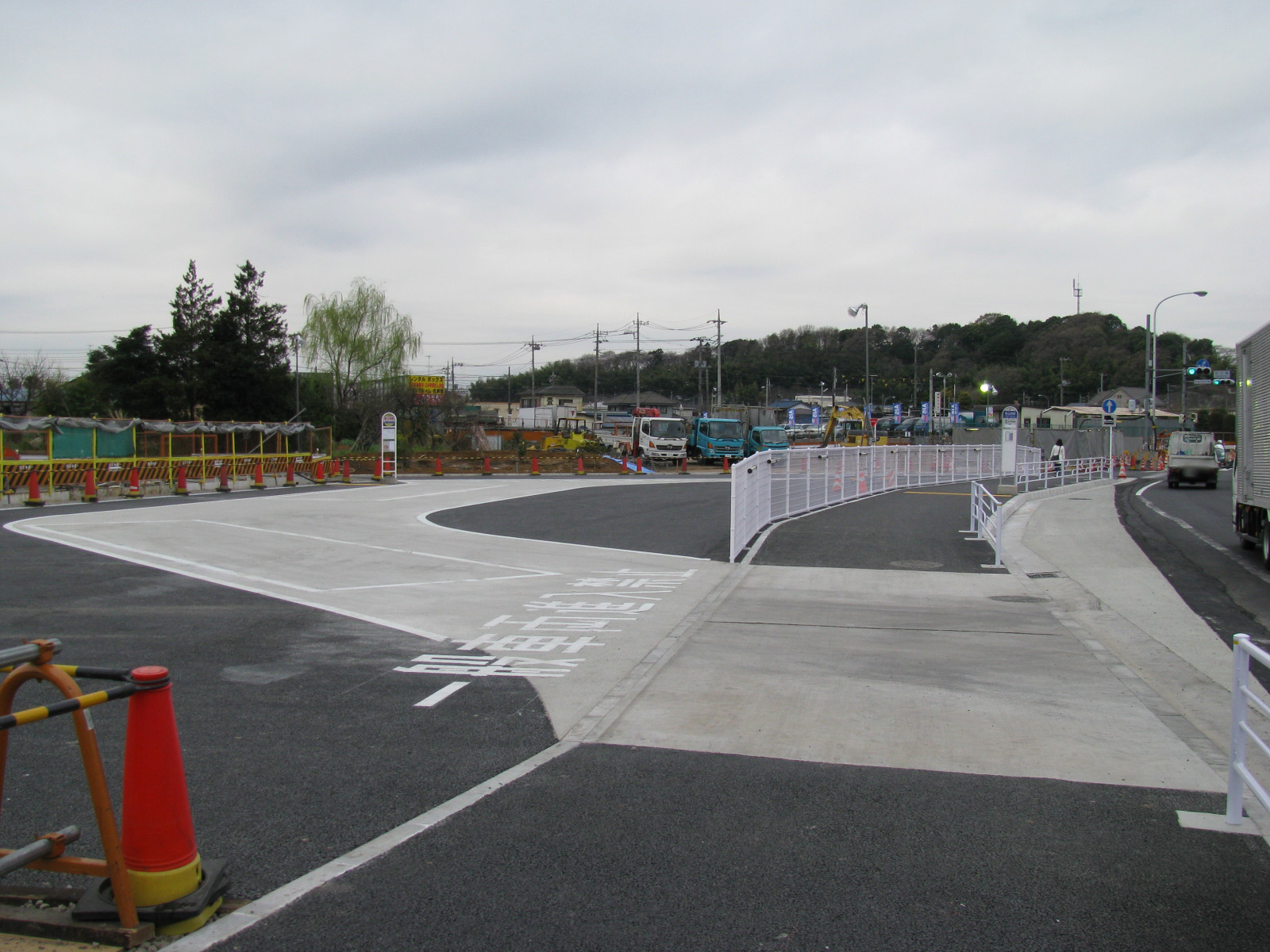
バス乗り場

- 山本記念会 山本記念病院・やまびこクリニック
- 東山田郷土資料館
- 横浜市営バス新北川橋折返所
- 東急バス道中坂下折返場
- 横浜東山田郵便局

## バス路線
駅前に東山田駅バス停があり、横浜市営バスと東急バスが発着する。また、東急バスの東山田駅入口バス停が徒歩数分の中原街道上に置かれている。なお、地下鉄開業前は東山田駅バス停は「百石橋（ひゃっこくばし）」、東山田駅入口バス停は「山田」という名称だった。
東山田駅
302系統のみ横浜市営バス、その他は東急バスによって運行される。
| 乗り場 | 系統名 | 主要経由地                         | 行先         | 運行会社 | 備考             |
| ------ | ------ | ---------------------------------- | ------------ | -------- | ---------------- |
| 1      | 日40   | 高田駅前・北綱島                   | 日吉駅       | ●東急    |                  |
| 1      | 日40   | 高田駅前・北綱島                   | 日吉駅東口   | ●東急    |                  |
| 1      | 302    | 新北川橋・港北工業団地・新栄高校前 | 仲町台駅     | ●市営    | センター南駅始発 |
| 2      | 302    | 新北川橋・港北工業団地・新栄高校前 | 仲町台駅     | ●市営    | 始発便           |
| 2      | 302    | 勝田・都筑区総合庁舎               | センター南駅 | ●市営    |                  |
| 2      | 日40   |                                    | 東山田営業所 | ●東急    |                  |
| 2      | 綱50   | 東山田駅入口・道中坂下・高田駅前   | 綱島駅       | ●東急    | 循環             |

東山田駅入口
すべて東急バスによって運行される。
| 乗り場 | 系統名                               | 主要経由地               | 行先         | 運行会社 | 備考     |
| ------ | ------------------------------------ | ------------------------ | ------------ | -------- | -------- |
| 1      | 綱44                                 | 勝田・横浜市歴史博物館前 | 江田駅       | ●東急    |          |
| 1      | 綱45                                 | 勝田・センター南駅       | 江田駅       | ●東急    |          |
| 1      | 綱47                                 | 勝田折返所・勝田団地     | 新羽営業所   | ●東急    |          |
| 1      | 綱48                                 |                          | 勝田折返所   | ●東急    |          |
| 1      | 綱49                                 | 勝田                     | センター南駅 | ●東急    |          |
| 1      | 杉06                                 |                          | 東山田駅     | ●東急    | 日中のみ |
| 2      | 綱44・綱45・ 綱47・綱48・ 綱49・綱50 | 道中坂下・高田駅前       | 綱島駅       | ●東急    |          |
| 2      | 杉06                                 | 道中坂下・野川・千年     | 小杉駅前     | ●東急    | 日中のみ |

## 隣の駅
横浜市営地下鉄
 グリーンライン（4号線）
北山田駅 (G06) - 東山田駅 (G07) - 高田駅 (G08)